# Hiệp hội Hoạt hình Nhật Bản
Hiệp hội Hoạt hình Nhật Bản (viết tắt: AJA, tiếng Nhật: 日本動画協会 Hepburn: Nippon Douga Kyoukai? tiếng Anh: The Association of Japanese Animation) là một hiệp hội công nghiệp bao gồm 52 công ty sản xuất hoạt hình Nhật Bản liên kết với nhau. Các hội viên bao gồm: Aniplex, Gainax, Sunrise, Studio Ghibli,Toei Animation, TOHO, TMS Entertainment, Bandai Visual, Pierrot, Production I.G, BONES,...

## Sứ mệnh của AJA
Mục tiêu sứ mệnh của AJA là hoạch định các chính sách khác nhau liên quan đến công nghiệp anime Nhật Bản, mà hầu hết các hội viên đều là một phần trong đó.
Phần lớn hội viên của AJA là các doanh nghiệp nhỏ và vừa, do đó mục tiêu của AJA hướng đến là liên hiệp cùng nhau khắc phục một số những vấn đề phức tạp hơn như: vi phạm về quyền sở hữu trí tuệ, các hiện tượng xâm phạm quyền tác giả tràn lan và việc chia sẻ tập tin bất hợp pháp gia tăng từ các phần mềm mạng ngang hàng.
Bên cạnh đó, AJA cũng hỗ trợ giải quyết các khó khăn, cung cấp những cải thiện về môi trường làm việc chung, các cá nhân tài năng cùng nhiều hoạt động bên ngoài Nhật Bản.
AJA đang phấn đầu hàng ngày nhằm giải quyết các vấn đề này, ngay cả khi đó là một nhiệm vụ khó khăn.

## Sự kiện nổi bật

### Quảng bá
AJA cũng tổ chức nhiều sự kiện để quảng bá các tác phẩm của những hội viên tới các nhà phân phối bản quyền chủ chốt theo các khu vực địa lý khác nhau như: R1 (Hoa Kỳ), R3 (SEA), R2 (Vương quốc Liên hiệp Anh và Bắc Ireland - UK), R4 (Australia) và các khu vực khác, trong nỗ lực thúc đẩy hoạt hình Nhật Bản với thế giới.
Một trong các sự kiện anime lớn nhất của AJA  là Hội chợ Anime quốc tế Tokyo được tổ chức thường niên tại Nhật Bản.

### Dự án đào tạo họa sĩ diễn hoạt trẻ
Từ tháng 4 năm 2014, AJA đã nhận quản lý Dự án Đào tạo Họa sĩ diễn hoạt trẻ (Nhật: 若手アニメーター育成プロジェクト Hepburn: Wakate Animētā Ikusei Purojekuto?, Anh: Young Animator Training Project) do Hiệp hội Tác giả hoạt hình Nhật Bản (JAniCA) tổ chức lần đầu vào năm 2010, và hiện tại được tài trợ bởi Cục Văn hóa của chính phủ Nhật Bản nhằm hỗ trợ đào tạo các họa sĩ diễn hoạt trẻ. Dự án nổi bật với bốn bộ phim hoạt hình ngắn được sản xuất bởi đội nhóm các nhà làm phim trẻ của bốn xưởng phim hoạt hình Nhật Bản mỗi năm, các xưởng phim đều được lựa chọn ngẫu nhiên. Năm 2012 đến 2015, dự án đã được đặt tên thành Anime Mirai (tiếng Nhật: アニメミライ?, tiếng Việt: Tương lai Anime, tiếng Anh: Anime Future). Năm 2016, dự án được đặt tên là Anime Tamago (tiếng Nhật: あにめたまご?, tiếng Việt: Quả trứng Anime, tiếng Anh: Anime Egg).

### Báo cáo số liệu tăng trưởng thường niên
AJA cũng công bố các báo cáo về số liệu tăng trưởng thường niên của công nghiệp anime. Số liệu tăng trưởng của AJA công bố sự mở rộng của thị trường tại Trung Quốc trong năm 2014; năm 2013 với sự gia tăng các sự kiện và hội chợ triển lãm liên quan đến anime, cũng như các buổi hòa nhạc và những sự kiện nhạc kịch anime thúc đẩy công nghiệp anime phát triển. Quá tăng trưởng cũng dựa trên việc cấp phép bản quyền với các đối tác truyền thống như Crunchyroll, Funimation, Netflix,...